# Poli Díaz
Policarpo Díaz Arévalo (Madrid, 21 de noviembre de 1967), más conocido como Poli Díaz, es un exboxeador español. Fue siete veces campeón de España en peso ligero y ocho veces campeón de Europa.
Apodado «el potro de Vallecas», empezó a entrenar en un gimnasio local cuando tenía catorce años. Su debut como profesional llegó el 5 de julio de 1986. Desde entonces, mantuvo un récord de imbatibilidad durante cinco años, se granjeó una fama de luchador arriesgado y carismático, y fue una de las últimas figuras mediáticas del boxeo español. El 27 de julio de 1991 disputó el título mundial del peso ligero (WBC, WBA e IBF) contra Pernell Whitaker, perdiendo el combate a los puntos. En total ha tenido cuarenta y cuatro victorias (veintiocho por nocaut) y tres derrotas.

## Biografía

### Inicios en el boxeo

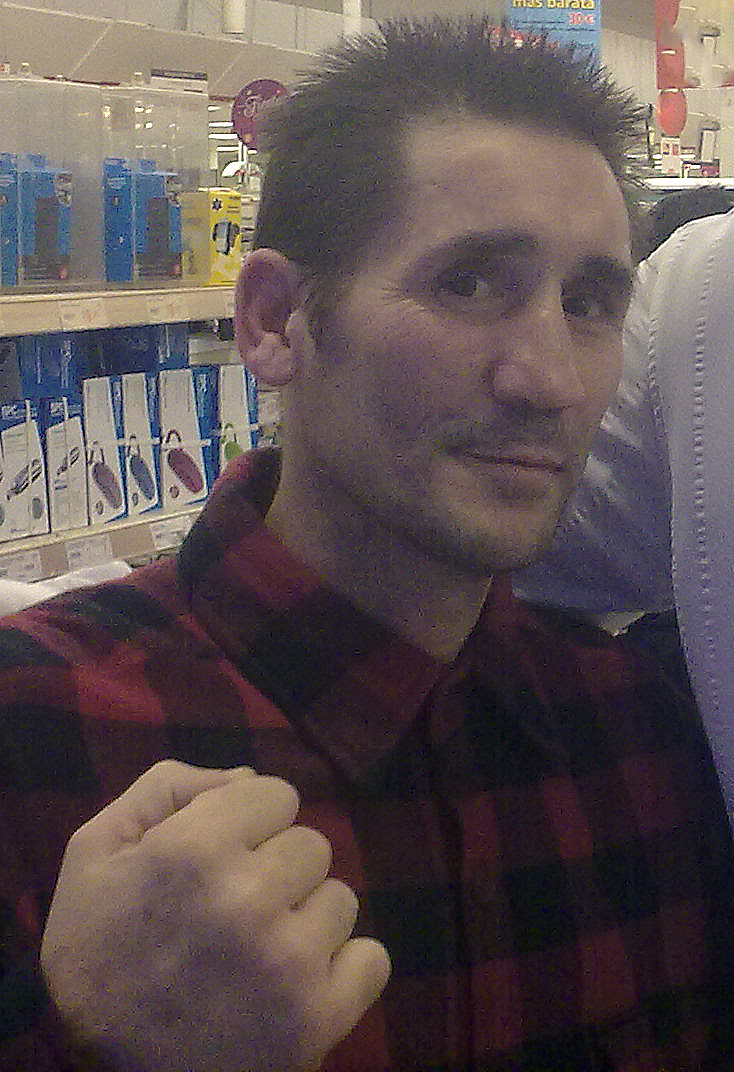
Poli Díaz en 2010.

Hijo de Nicolás Díaz López (1 de agosto de 1935-) y Antonia Arévalo Díaz (1937-). Policarpo Díaz nació en Palomeras, un barrio humilde del Puente de Vallecas (Madrid). Aunque durante dos años vivió en Galdácano (País Vasco), sus padres regresaron a la capital cuando cumplió los siete. Tuvo una infancia muy complicada al ser el penúltimo de siete hermanos, hijo de familia numerosa con pocos recursos, en un entorno azotado por la delincuencia. Dejó pronto los estudios para ponerse a trabajar, y en esa época descubrió que tenía cualidades para el deporte.
A los catorce años descubrió el boxeo, al pasar por un gimnasio vallecano de la avenida de la Albufera, donde también entrenaba el profesional Alfredo Evangelista. Más tarde, comenzó a entrenar bajo las órdenes de Ricardo Sánchez Atocha. Durante el tiempo que fue amateur, e incluso en sus primeros combates de profesional, tuvo que compaginar los entrenamientos con oficios puntuales como albañil.
En 1984 estuvo preseleccionado para representar a España en los Juegos Olímpicos de Los Ángeles, pero se negó a ir por desencuentros con la Federación Española de Boxeo, ya que consideraba que había trato de favor a otros púgiles. La mala relación con este organismo fue una constante en su carrera.
Díaz fue campeón de España amateur de peso pluma en 1985. Cuando cumplió dieciocho años decidió pasarse al profesionalismo. El primer combate senior que disputó fue el 15 de marzo de 1986 contra Miguel Ángel Rodríguez, con victoria a los puntos. Al poco tiempo conoció a Elio Guzmán, quien se convirtió en su promotor. En entrevistas posteriores, Díaz ha citado a Guzmán como una de las personas de las que más ha aprendido en el mundo del boxeo.
El 5 de julio de 1986 logró la victoria en el campeonato de España del peso ligero frente a José Antonio Hernando, por nocaut en el noveno asalto. Durante esos años mantuvo el récord de imbatibilidad, llegó a ser siete veces campeón nacional hasta noviembre de 1987 y se convirtió en una figura del deporte español. Sus mayores virtudes eran un estilo arriesgado, su físico (pese a sus 1,66 metros de estatura) y la estrategia durante los combates. Además tenía carisma y daba juego con declaraciones llamativas, granjeándose la simpatía de muchos aficionados.

### Campeonatos europeos e internacionales
A finales de 1987 conoció al empresario Enrique Sarasola Lerchundi, quien acabó siendo su nuevo promotor y patrocinador. Con el objetivo de lograr títulos en el extranjero, se instaló en una finca de El Espinar (Segovia), propiedad de Sarasola, al tiempo que Atocha siguió entrenándole. Su récord seguía imbatido para cuando se convirtió en aspirante al campeonato de Europa, con quince victorias por nocaut y ocho a los puntos en veintitrés combates oficiales.
El 30 de noviembre de 1988, una semana después de cumplir los veintiún años, Díaz se proclamó campeón de peso ligero de la Unión Europea de Boxeo frente al italiano Luca De Lorenzi. A pesar de que el combate tuvo que disputarse en Chiavali, el español se mostró muy superior y sorprendió a todos con un noqueo en el quinto asalto, gracias a un gancho de izquierda.
Poli Díaz sumó en toda su carrera ocho campeonatos europeos desde 1988 hasta septiembre de 1990, ante contrincantes con más experiencia como Gert Bo Jacobsen, Alain Simoës y Carlos Miguel Rodríguez.
Tras unas duras negociaciones, logró aspirar a un cinturón intercontinental. Se confirmó que lucharía el 27 de julio de 1991 contra el campeón estadounidense Pernell Whitaker por el título mundial de los pesos ligeros en WBC, WBA e IBF. El escenario fue el Scope Arena de Norfolk, Virginia. El madrileño no llegó bien preparado para el combate: aterrizó en Estados Unidos con solo diez días de antelación, no pudo entrenar como había planificado y necesitaba rebajar siete kilos para el pesaje, por lo que incluso dejó de comer. Díaz terminó perdiendo el combate a los puntos tras aguantar los doce asaltos con fracturas en una costilla y la muñeca. Si bien es cierto que Whitaker fue muy superior y venció por decisión unánime, el español tuvo una oportunidad en el último round de noquearle, evitándolo en última instancia el árbitro local al separarlos. Esa fue su primera derrota como profesional.
A finales de verano Sarasola dejó de ser su promotor. La relación entre ambos se había enfriado en los meses previos al enfrentamiento por el título mundial, en los que empezó a perder concentración por su fama. Según cuenta en su biografía, Díaz recibió después una oferta de Duva Boxing (la agencia de Whitaker) para seis combates en Estados Unidos, pero terminó rechazándola.

### Declive profesional
La carrera de Poli Díaz se quedó estancada después de julio de 1991. Durante un tiempo continuó entrenando, pero estuvo dos años sin combatir. Entonces prefirió gastar su dinero en fiestas y artículos de lujo, al tiempo que empezó a consumir drogas. No obstante, siguió siendo una estrella mediática ya que esos problemas aún no eran públicos. Incluso el 21 de noviembre de 1992, con motivo de una velada organizada por Telecinco en Oviedo, coincidió una semana con el actor y boxeador Mickey Rourke.
Sus apariciones en el ring se redujeron: en 1993 retomó su carrera con tres combates frente a rivales de menor entidad, y regresó de nuevo en 1995. Dos derrotas consecutivas por abandono, producidas por lesiones, le hicieron dejarlo en 1997.
En todo ese tiempo, empezó a acumular problemas legales y personales. En abril de 1992 fue detenido por conducción temeraria y la policía le acusó de agresión a un agente, algo que él siempre ha negado. Al tiempo que dilapidó toda su fortuna, también desarrolló una adicción a la cocaína y a la heroína que le llevó a la peor etapa de su vida. En 1998, completamente enganchado y sin dinero, se fue a vivir al poblado de La Rosilla, uno de los focos de venta de droga en la capital. Cuando su caso apareció en televisión, se marchó de allí e intentó dejar las drogas por distintos medios, entre ellos el deporte.
Poli Díaz regresó al boxeo en 1999, gracias a una promotora que le ofreció trabajo y un piso en Hospitalet de Llobregat (Cataluña). Ese año ganó un título menor en peso wélter y meses después logró bajar al ligero. En total disputó cinco combates, entre ellos el de la retirada. El 16 de marzo de 2001 tuvo su última pelea contra Luis Cardozo «Robocop» en el pabellón municipal de Ripollet y ganó por nocaut técnico en el quinto asalto.
El récord final de Poli Díaz fue de 44 victorias (28 por KO), tres derrotas y ningún empate.

### Después de la retirada
Tras retirarse, Díaz concentró todos sus esfuerzos en dejar las drogas. Para ello ha contado con el apoyo de su pareja actual, con la que se marchó a vivir primero a Navacerrada y después a Vallecas. Durante un tiempo formó parte de varios programas del Centro de Ayuda a Drogodependientes y recibió tratamiento con metadona. A pesar de varias recaídas, el programa de reinserción laboral le dio un empleo de jardinero y luego recaló en la construcción.
En 2003 fue condenado por agresión. Mientras caminaba por su barrio, presenció cómo un delincuente trataba de atracar a un anciano. El exboxeador salió en su defensa y, ante las amenazas del ladrón, cogió un pico de una obra cercana para golpearle repetidas veces con él. El agredido terminó denunciándole y, al no poder pagar la fianza, Díaz fue condenado a cuatro meses de arresto cada fin de semana, incomunicado del resto de presos, en un Centro de Inserción Social.
Sus apariciones en prensa han estado relacionadas con distintos sucesos. En 2012 fue apuñalado dos veces por una banda, después de haber recibido amenazas. Y en agosto de 2014 volvió a ser detenido por intentar agredir a unos agentes de policía cuando intervenían en una operación contra el robo de vehículos.
Pese a estos contratiempos, Díaz asegura estar rehabilitado y ha pedido ayuda para rehacer su vida. Además de trabajar, se ofrece a impartir cursos y seminarios de boxeo, algo que ya ha hecho en distintos gimnasios de todo el país.

## Combates profesionales
| N.º | Resultado | Balance | Rival                           |      | Asalto  | Fecha      | Localidad        |
| --- | --------- | ------- | ------------------------------- | ---- | ------- | ---------- | ---------------- |
| 47  | Victoria  | 44-3    | Luis Cardozo                    | KOT  | 5 (6)   | 16/3/2001  | Ripollet         |
| 46  | Victoria  | 43-3    | Alessandro da Silva Nogueira    | PTS  | 6       | 9/3/2001   | Ciudad Real      |
| 45  | Victoria  | 42-3    | Carlos Montero                  | KOT  | 4 (6)   | 28/7/2000  | Ripollet         |
| 44  | Victoria  | 41-3    | Gheorghe Dumitrescu             | KOT  | 1 (6)   | 9/7/1999   | Vigo             |
| 43  | Victoria  | 40-3    | Kimoun Kouassi                  | KO   | 6 (12)  | 18/6/1999  | Leganés          |
| 42  | Victoria  | 39-3    | Tibor Horvath                   | KOT  | 3 (6)   | 30/4/1999  | Leganés          |
| 41  | Derrota   | 38-3    | Lorant Szabo                    | RET. | 7 (8)   | 23/5/1997  | Alicante         |
| 40  | Derrota   | 38-2    | Mark Ramsey                     | KOT  | 4 (10)  | 28/6/1996  | Madrid           |
| 39  | Victoria  | 38-1    | Ovidio Arias                    | KO   | 4 (8)   | 18/3/1996  | Burgos           |
| 38  | Victoria  | 37-1    | Tomás Argüelles                 | PTS  | 8       | 2/12/1995  | La Coruña        |
| 37  | Victoria  | 36-1    | Karl Taylor                     | PTS  | 8       | 23/6/1995  | Madrid           |
| 36  | Victoria  | 35-1    | Ángel Vargas                    | PTS  | 8       | 16/10/1993 | Ciudad Real      |
| 35  | Victoria  | 34-1    | Edwin Murillo                   | PTS  | 8       | 2/10/1993  | Leganés          |
| 34  | Victoria  | 33-1    | Elviro Reyes Jajuja             | KO   | 2 (8)   | 18/4/1993  | Santander        |
| 33  | Derrota   | 32-1    | Pernell Whitaker                | PTS  | 12      | 27/7/1991  | Norfolk          |
| 32  | Victoria  | 32-0    | Héctor Sánchez                  | KO   | 2 (8)   | 18/5/1991  | Madrid           |
| 31  | Victoria  | 31-0    | Julio César Mallarino           | KO   | 3 (8)   | 21/3/1991  | Madrid           |
| 30  | Victoria  | 30-0    | Carlos Miguel Rodríguez         | KOT  | 9 (12)  | 15/9/1990  | Carballo         |
| 29  | Victoria  | 29-0    | Stefano Cassi                   | KO   | 3 (12)  | 31/5/1990  | Madrid           |
| 28  | Victoria  | 28-0    | Lino Becchetti                  | KOT  | 10 (12) | 16/2/1990  | Bilbao           |
| 27  | Victoria  | 27-0    | Steve Boyle                     | PTS  | 12      | 16/11/1989 | Madrid           |
| 26  | Victoria  | 26-0    | Alain Simoes                    | PTS  | 12      | 19/8/1989  | Benidorm         |
| 25  | Victoria  | 25-0    | Gert Bo Jacobsen                | KOT  | 6 (12)  | 14/6/1989  | Madrid           |
| 24  | Victoria  | 24-0    | Alain Simoes                    | PTS  | 12      | 23/2/1989  | Madrid           |
| 23  | Victoria  | 23-0    | Luca de Lorenzi                 | KO   | 5 (12)  | 30/11/1988 | Chiavari         |
| 22  | Victoria  | 22-0    | Madjid Madhjoub                 | KOT  | 3 (8)   | 30/6/1988  | Madrid           |
| 21  | Victoria  | 21-0    | Konrad Mittermeier              | KO   | 2 (8)   | 20/5/1988  | Madrid           |
| 20  | Victoria  | 20-0    | Roland LeClerq                  | KO   | 2 (8)   | 5/2/1988   | Madrid           |
| 19  | Victoria  | 19-0    | José María Arenas               | KO   | 3 (10)  | 21/11/1987 | Palencia         |
| 18  | Victoria  | 18-0    | Edecio Molina Ortiz             | PTS  | 8       | 23/10/1987 | Madrid           |
| 17  | Victoria  | 17-0    | Fernando Blanco                 | PTS  | 8       | 16/10/1987 | Madrid           |
| 16  | Victoria  | 16-0    | Lofti Ben Sayel                 | KOT  | 3 (8)   | 14/8/1987  | Madrid           |
| 15  | Victoria  | 15-0    | Edecio Molina Ortiz             | PTS  | 8       | 31/7/1987  | Madrid           |
| 14  | Victoria  | 14-0    | José Antonio Hernando           | KO   | 9 (10)  | 11/7/1987  | Collado Villalba |
| 13  | Victoria  | 13-0    | Salvador del Pino               | KOT  | 3 (10)  | 7/3/1987   | Madrid           |
| 12  | Victoria  | 12-0    | Rafael Sánchez Muñoz            | KOT  | 6 (10)  | 13/12/1986 | Madrid           |
| 11  | Victoria  | 11-0    | Emilio Molero                   | KO   | 2 (8)   | 1/11/1986  | Collado Villalba |
| 10  | Victoria  | 10-0    | José Manuel Guervos             | KOT  | 5 (10)  | 12/9/1986  | Melilla          |
| 9   | Victoria  | 9-0     | Ángel Rodríguez Fernández       | RET. | 4 (10)  | 23/8/1986  | Almería          |
| 8   | Victoria  | 8-0     | Carlos Miguel Rodríguez         | PTS  | 8       | 29/7/1986  | Ordicia          |
| 7   | Victoria  | 7-0     | José Antonio Hernando           | PTS  | 10      | 5/7/1986   | Burgos           |
| 6   | Victoria  | 6-0     | Ángel Rodríguez Fernández       | PTS  | 6       | 14/6/1986  | Rubí             |
| 5   | Victoria  | 5-0     | Jesús Bezanilla                 | KO   | 4 (6)   | 6/6/1986   | Madrid           |
| 4   | Victoria  | 4-0     | Juan Manuel López Alonso        | PTS  | 6       | 24/5/1986  | Madrid           |
| 3   | Victoria  | 3-0     | Antonio Granados                | KO   | 3 (6)   | 16/5/1986  | Rubí             |
| 2   | Victoria  | 2-0     | Jimmy Cruz                      | RET. | 4 (6)   | 5/4/1986   | Madrid           |
| 1   | Victoria  | 1-0     | Miguel Ángel Rodríguez de Pedro | PTS  | 4       | 15/3/1986  | Madrid           |

## Cultura popular
Poli Díaz fue uno de los nombres más populares del deporte español a finales de la década de 1980 y se convirtió en un fenómeno social. Dado que a sus combates asistían numerosas personalidades invitadas por su agente, Enrique Sarasola, e incluso varios ministros, se le llegó a llamar el boxeador de la jet set madrileña. Llegó a contar con un reportaje en Informe Semanal (en una época en la que TVE era reticente a ofrecer combates) y apareció en numerosos programas de televisión.
En 1989 fue uno de los famosos que participó en la campaña «Todos contra el fuego» del Instituto para la Conservación de la Naturaleza (ICONA). El grupo de rumba Los Chunguitos le dedicó una canción («Bravo, campeón», compuesta por Leonardo Dantés) e incluso contó con su propio videojuego: la programadora Opera Soft publicó en 1990 «Poli Díaz Boxeo», al que el púgil cedió su nombre e imagen.
En cuanto al cine, tuvo una breve incursión en el mundo del porno con dos películas: El potro se desboca y El Poli, el lama y la que los lame (1997). Participó en ambos casos porque necesitaba el dinero. Cuando dejó ese mundillo, hizo un cameo en Torrente, el brazo tonto de la ley de Santiago Segura (1998).
En 2011 protagonizó la pieza de videoarte Odisea de lo imposible, obra de Omar Jerez.
En 2013 la editorial Espasa publicó su biografía oficial, Poli Díaz: A golpes con la vida, en la que explica sus inicios en el boxeo, su caída personal y los intentos por salir adelante. Para escribirlo contó con la ayuda de un redactor.
En 2016 el grupo de rock leonés Zoketes le dedicó una canción titulada "Potro" en su disco "Un mal año".
En 2019 apareció en el videoclip "En las encías" del grupo de rock Marea.